# 神部神社 (信州新町)
神部神社（とものおじんじゃ、みわのべじんじゃ）は、長野県長野市信州新町新町1031番地にある神社で旧上水内郡新町の産土神。神紋は左巴、楮の葉。

## 概要
創立年月は不明。『日本三代実録』貞観8年（866年）2月7日条によると、信濃国水内郡の三和神・神部神に忿恕の心があり兵疾の禍を起こそうとしたと神祇官が朝廷に奏上したため、勅命によって国司・講師が幣を捧げて金剛般若経1000巻と般若心経10000巻を転読し、神の怒りを和らげたという。
口伝によると大伴氏の祖・天忍日命を祀ったのが始まりとされ、大伴宮とも呼ばれた。貞観8年（866年）2月7日に大国主命などが合祀され、慶長6年（1601年）2月に大久保長安によって1石が寄進され、松代藩主真田氏によって免税された。寛保年間の犀川氾濫によって伝来した文書が消失し、寛政元年（1789年）8月4日に吉田家の許可を得て神部神社へと改称した（それ以前の名称は不明）。

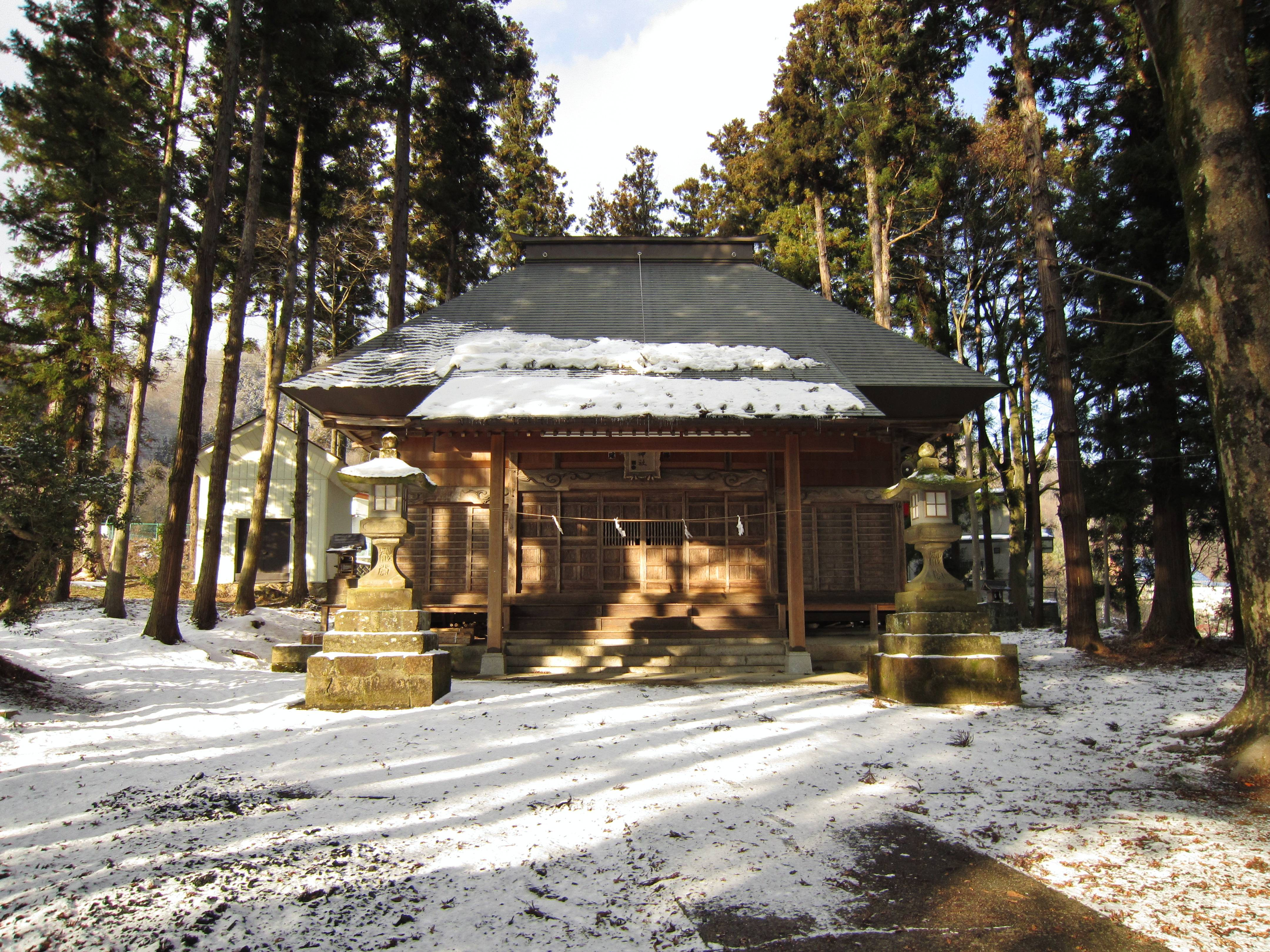
社殿